# Naissance en 1102
Naissance
- 1098
- 1099
- 1100
- 1101
- 1102
- 1103
- 1104
- 1105
- 1106

Cette page dresse une liste de personnalités nées au cours de l'année 1102 :
- Albéric de Dammartin, grand chambrier de France.
- Chekawa Yeshe Dorje (en), ou Geshe Chekhawa, maître Kadampa (bouddhisme tibétain).
- Guillaume Cliton, ou Guillaume de Normandie, comte de Flandre.
- Domnall Ua Conchobair, roi de Connacht.
- Gilla na Naemh Ua Duinn (en), poète, historien et religieux irlandais.
- Henry II (en), margrave de la Marche du Nord et comte de Stade.
- Klængur Þorsteinsson (en), quatrième évêque d'Islande.
- Roger de Beaumont (2e comte de Warwick)
- Veera Ballala I (en), roi de l'empire Hoysala (Inde).
- Zhu (en), impératrice chinoise.

date incertaine
- vers le 7 février :
  - Mathilde l'Emperesse, également en tant que Maud et Mathilde d'Angleterre, impératrice du Saint-Empire romain germanique, puis comtesse d'Anjou, duchesse de Normandie et aspirante déçue à la couronne d'Angleterre.

## Crédit d'auteurs
- Cet article est partiellement ou en totalité issu de l'article intitulé « 1102 » (voir la liste des auteurs).